# ネンボ (駆逐艦)
ネンボ (Nembo) は、1927年進水のイタリア海軍の駆逐艦。トゥルビネ級。

## 艦歴
1925年1月21日起工。1927年1月27日進水。同年10月14日就役。
1940年6月1日のイタリアの第二次世界大戦参戦時、ネンボはトゥルビネ、エウロ、アキローネとともにトブルク配備の第1駆逐隊に所属していた。 
1940年6月6日から7月10日の間、第1駆逐隊はリビア沿岸、特にトブルク周辺に14の機雷原を設置した。
1940年6月14から15日の夜、ネンボ、トゥルビネ、アキローネはエジプトのソルム付近のイギリス軍陣地を砲撃、120mm砲弾約220発を発射した。ネンボは6月26日にもソルム砲撃に参加している。　
1940年7月19から20日の夜、ネンボの停泊していたトブルク港に対してイギリス軍のフェアリー ソードフィッシュ雷撃機6機が攻撃を行った。1時34分に駆逐艦オストロが被雷沈没し、3分後にネンボにも魚雷が命中。転覆し、1時45分に沈没した。乗員25人が死亡、4人が負傷した。